# 巴特贝勒堡
巴特贝勒堡是德国北莱茵-威斯特法伦州的一个市镇。总面积275.52平方公里，总人口19606人，其中男性9690人，女性9916人（2011年12月31日），人口密度71人/平方公里。